# サキソフォビア
サキソフォビア（Saxophobia）は、1998年に結成された日本のジャズサクソフォーン四重奏グループ。

## 概要
通常、ジャズのグループに於いてサクソフォーンなど管楽器を含む構成はドラム・ウッドベースまたはピアノをリズムの基盤とした重奏（デュオ～クインテット等）だが、同族の楽器のみで重奏を行うグループはクラシックや室内楽、吹奏楽を基調とするものは多いものの、ジャズシーンにおいてはほぼ皆無といっていいほど存在しなかった。サキソフォビアはこの点に着目し、サクソフォーンのみでのジャズアンサンブル（リズムをドラムに頼らない、コードやベースラインを他の楽器に頼らない）へのアプローチを試みる為に、井上Jujuヒロシがリーダーとなり結成された。メンバーとなる4人はそれぞれがリーダーを務めるほどの一線級のメンバーで、個々が強い個性を持ち、アレンジはメンバー個々の個性を念頭になされている。またフルート・篠笛・クラリネットに持ち替えてサクソフォーン以外の音色を用いたアレンジにも挑戦している。そのような個性や特殊なアレンジを手掛けている為、誰かの代役を立てること、即ちメンバーチェンジが不可能になっているという。演奏曲目はジャズのスタンダード・ナンバーやオリジナル曲にとどまらずポップス・民謡など多種多様である。オリジナル曲の中には、個々がリーダーとして発表した別グループの曲の中からサキソフォビア用にアレンジしたものもある。

## メンバー
- 緑川英徳（みどりかわひでのり）：アルト・サクソフォーン、ソプラノ・サクソフォーン
- 吉本章絋（よしもとあきひろ）: テナー・サキソフォーン、フルート、クラリネット
- 岡淳（おかまこと）：テナー・サクソフォーン、篠笛、アルト・フルート、フルート
- 井上Jujuヒロシ（いのうえ"ジュジュ"ひろし）：リーダー。バリトン・サクソフォーン、ソプラノ・サクソフォーン、フルート

## 過去に在籍していたメンバー
- (1998～2020)竹内直（たけうちなお）：テナー・サクソフォーン、バス・クラリネット、フルート

## ディスコグラフィー
1. FANCYMEN IN THE DARKNESS - ファースト・アルバム。インディーズ版（2000年1月）
2. シェルブールの雨傘 - セカンド・アルバム。レーベル：ボンバレコード/SAIDERA RECORDS（2003年4月）
3. Jazz Standards for Sax Quartet(Vol.1) - 日本国内初のジャズサックス・カルテット用スコア・ブック＆CD。楽譜はフルスコアと各パートが付属し、付属CDのアドリブの殆どが採譜されているので、アドリブが苦手な人でも演奏できるようになっている。またCDのみでも楽しめるように1曲採譜の無いオリジナル曲を入れるなど、演奏できなくても蒐集アイテムとすることができる。インタビュー記事も掲載。ちなみに「なるべく新しい版を使って欲しい」とのこと。出版：アルソ出版（2007年7月）
4. A Night at SOMETIME - ライブを収録したアルバム。レーベル：What’s New Records（2008年4月）
5. Jazz Standards for Sax Quartet vol.2 - ジャズ・サックス・カルテット用スコア・ブック＆CD第2弾。通称Vol.1に続き、スタンダード・ナンバーを取り揃えている。出版：アルソ出版（2008年11月）
6. 雨ふりシンフォニー - ジャケットに絵本画家のささめやゆきを起用した、子供向けの歌をアレンジした3曲入りアルバム。「ワンコインCD」と銘打って、500円で販売している。レーベル：SONG RECORDS（2008年12月）
7. 世界中のこどもたちが - SAXOPHOBIA&Dream Kids名義。サキソフォビアが岩手県一関市千厩町に赴き、岩手在住の子供達（ドリームキッズ）と競演したアルバム。レーベル：MOCK HILL RECORDS（2010年2月）
8. パレード ｰ サキソフォビア＆ドリームキッズの第二弾。レーベル：MOCK HILL RECORDS（2013年6月）
9. ４ ｰ フルアルバムとして4作目。レーベル：MOCK HILL RECORDS（2014年10月）
10. Nocturne ｰ サキソフォビア結成20周年記念アルバム。レーベル：SONG X JAZZ（2018年11月）